# Timaeta trochus
Timaeta trochus is een vlinder uit de familie van de Lycaenidae. De wetenschappelijke naam van de soort werd als Thecla trochus in 1907 gepubliceerd door Hamilton Herbert Druce.